# Sō Shiseki
Sō Shiseki (n. 1715, Edo⁠(d), Tōkaidō⁠(d), Japonia – d. 9 aprilie 1786, Edo⁠(d), Tōkaidō⁠(d), Japonia) a fost un pictor japonez al școlilor Nagasaki și Nanpin.
Originar din Edo, a petrecut ceva timp la Nagasaki, unde a studiat cu pictorul chinez Song Ziyan, cunoscut sub numele de Sō Shigan în japoneză. Numele Sō Shiseki este un nume de artist, derivat dintr-o imitație a numelui maestrului său.
Picturile cu păsări și flori ale lui Shiseki și alte lucrări prezintă utilizarea unei combinații de tușe caligrafice largi pentru ramuri, trunchiuri de copaci și roci, cu laviu și alături de culori pentru petale și frunze de flori și tușe mult mai fine pentru detaliile penelor și a florilor pentru a realiza o descriere foarte detaliată și realistă. Întorcându-se la Edo, Shiseki a devenit un reprezentant important și profesor al școlii Nagasaki din acel oraș, predând, printre alții, și lui Shiba Kōkan. A fost apropiat de specialiști în rangaku precum Hiraga Gennai și Sugita Genpaku și și-a exprimat interesul pentru pictura occidentală. Deși alegerea sa stilistică pare să provină mai degrabă din pictura europeană, eruditul Meccarelli crede că Shiseki a maturizat „pictura decorativă a florei și faunei” a școlii Nanpin. Stilul său este într-adevăr mai concentrat pe detalii, dând credit moștenirii lăsate de manualele botanice și de tratatele științifice. A compus o serie de cărți precum și o serie de lucrări pe lemn.